# Drew Mechielsen
Drew Mechielsen, née le 19 août 1997 à Surrey est une pilote de BMX canadienne.

## Biographie
Elle termine finaliste 8e du BMX racing des Jeux olympiques d'été de 2020 à Tokyo.

## Palmarès

### Jeux olympiques
- Tokyo 2020
  - 8e du BMX

### Coupe du monde
- 2018 : 8e du classement général
- 2021 : 30e du classement général

### Jeux panaméricains
- Lima 2019
  - 7e du BMX